# Herpetogramma nymphalis
Herpetogramma nymphalis is een vlinder uit de familie van de grasmotten (Crambidae), uit de onderfamilie van de Spilomelinae. De wetenschappelijke naam van deze soort is voor het eerst gepubliceerd in 2021 door Daniel Handfield en Louis Handfield.
De soort komt voor in Canada (Quebec).